# Lake Effect
Der Lake Effect ist ein meteorologischer Effekt, der vor allem im Gebiet der Großen Seen in Nordamerika auftritt. Oft verursacht er intensiven Niederschlag, meist in Form von Schnee. Dieser wird dann als Lake Effect Snow oder Snowsquall bezeichnet. Eine deutsche Bezeichnung für dieses Phänomen gibt es nicht. Im frühen Winter kann extrem kalte Luft über sommerbedingt noch recht warmen Wasserflächen zu starken Gewitterstürmen führen, die man als Thunder Snow bezeichnet. Doch auch wenn kein Niederschlag auftritt, verursacht kalte Luft über wärmerem Wasser immer eine starke Bewölkung über den Südostufern der Großen Seen, weshalb man hier den Ausdruck The Great Gray Funk als Synonym für den Winter gebraucht. Als Folge des Lichtmangels kommt es in diesen Gebieten daher häufig zu Winterdepressionen.
Gleichartige Schneefälle können auch in der Nähe von großen Inlandbuchten auftreten, wobei man sie dann als Bay Effect Snow bezeichnet. Ist die Ursache ein Tiefdruckgebiet auf dem Ozean, das feuchte und instabile Luftmassen oft entgegen der vorherrschenden Windrichtung auf die Küstengebiete lenkt, so spricht man auch von einem Ocean Effect Snow.

Lake Effect Snow, hervorgerufen durch kalte Winde über warmem Wasser

Dahinziehende Seeeffekt-Wolken über den Seen Huron, Erie, St. Clair und Ontario. Die Windrichtung ist Nordwest mit Wechsel zu West im Bereich der sich nach Osten ausbreitenden Wolken (rechts unten).

## Entstehung
Dieser Effekt tritt auf, wenn im Winter kalte Winde über große Seeflächen mit warmem Wasser strömen. Dabei wird über dem See Wasserdampf aufgenommen, der jedoch schnell gefriert und am Lee-Ufer des Sees als Schnee niedergeht. Verstärkt wird der Effekt durch orografisch bedingte Aufwärtsbewegungen der Luftströmung entgegen der Windrichtung, wodurch es zu schmalen aber dafür sehr intensiven Niederschlagsbändern mit Ablagerungsraten von mehreren Dezimetern Schnee pro Stunde kommen kann (siehe Abbildung).
Kaltluftwinde wehen im Winter der nördlichen Westwindzone typischerweise von West-Südwest bis Nordwest, weshalb sich die stärksten Schneefälle an den Nordost- bis Südostufern der Seen ereignen. Die Folge ist ein signifikanter Unterschied in den Niederschlagsmengen der gegenüberliegenden Ufer und ihres direkten Hinterlandes. Ist die Lufttemperatur dabei nicht niedrig genug, um das Wasser gefroren zu halten, so zeigt sich der Niederschlag als Seeeffekt-Regen.
Die Wetteraufzeichnungen des Tug Hill Plateau im Südosten des Ontariosees weisen immer wieder die höchsten Schneefallwerte der gesamten USA auf. Ein anderes Beispiel ist das Gebiet im Südosten des Eriesees, mit einer ungefähren Ausbreitung von Cleveland bis Süd-Buffalo, wobei der Eriesee aufgrund seiner geringen Tiefe jedoch auch leicht gefriert und sich der Effekt dann nicht mehr zeigt. Auch an der Süd- und Südostküste des Großen Salzsees in Utah kann Lake Effect Snow auftreten, jedoch ist dieser hier wesentlich weniger stark ausgeprägt als im Vergleich zu den Großen Seen. Diese Einflussgebiete des Lake Effect bezeichnet man im englischen als Snow Belts (deutsch ‚Schneegürtel‘). Der Snow Belt mit dem größten Aufkommen an Lake Effect Snow liegt in der Oberen Halbinsel von Michigan, nahe den Städten Houghton, Marquette und Munising. Diese Gebiete weisen häufig Schneehöhen von im Mittel 5 oder gar 7,5 Metern im Jahr auf, erreichen durch ihre geringe Besiedelung jedoch nicht die Bekanntheit der anderen Gebiete rund um die Großen Seen. Da der angrenzende Lake Superior aufgrund seiner Größe und Tiefe selten zufriert, zeigt sich der Effekt hier oft kontinuierlich über die gesamten Wintermonate.

## Lake Effect in Deutschland
Der Lake Effekt tritt in Deutschland vor allem an den Küsten auf. 
In Schleswig-Holstein brachte der Effekt zuletzt am 11. März 2013 große Mengen Schnee, als vor allem die Stadt Lübeck betroffen war. In einigen Teilen der Stadt schneite es ununterbrochen mehr als 24 Stunden lang, dadurch kamen örtlich über 50 cm Neuschnee zusammen. Zuvor trat dieser Effekt auch bereits am 30. November 2010 im mittleren Teil des Kreises Ostholstein auf, als polare Ostwinde über der wärmeren Lübecker Bucht kurzfristig zu Schneehöhen von bis zu 76 cm und erheblich höheren Schneeverwehungen führten, sodass der Verkehr auf den Straßen zusammenbrach.
In schwacher Ausprägung sorgen Nord- und Ostsee häufig für Schnee in den angrenzenden Bundesländern, insbesondere in der hügeligen Holsteinischen Schweiz bei nordöstlichen Winden. Hier reicht oftmals bereits eine Temperaturdifferenz von wenig mehr als 10 °C zwischen dem 850-hPa-Niveau und der Wassertemperatur für einsetzenden Niederschlag; bei über längere Zeit gleichbleibender Windrichtung kann dann in Küstennähe selbst bei relativ geringer Niederschlagsrate einiges an Niederschlag zusammenkommen. Zuletzt gab es im März 2018 sowie im November 2016 derartige Ereignisse, die in Ostholstein und in Vorpommern innerhalb weniger Stunden für bis zu 40 cm Neuschnee sorgten.

## Lake Effect in der Türkei
Vor allem in der Bosporus-Region (einschließlich Istanbul) und in der westlichen Schwarzmeerregion (z. B. um Zonguldak), kommt es durch starke Kaltlufteinbrüche von Norden über dem wärmeren Schwarzen Meer zu langanhaltenden ergiebigen Schneefällen. Dabei ist es nicht ungewöhnlich, dass auch in der Metropolregion Istanbul große Mengen an Schnee fallen. In der Vergangenheit gab es durch starke Winde zudem meterhohe Schneewehen, so zum Beispiel während der Schneekatastrophe im März 1987. Damals schneite es in Istanbul tagelang und der Schnee lag meterhoch.